# 9962 Pfau
A 9962 Pfau (ideiglenes jelöléssel 1991 YL1) a Naprendszer kisbolygóövében található aszteroida. Freimut Börngen fedezte fel 1991. december 28-án.